# Coelorinchus aconcagua
Coelorinchus aconcagua är en fiskart som beskrevs av Iwamoto, 1978. Coelorinchus aconcagua ingår i släktet Coelorinchus och familjen skolästfiskar. Inga underarter finns listade i Catalogue of Life.